# Acridocarpus glaucescens
Acridocarpus glaucescens är en tvåhjärtbladig växtart som beskrevs av Adolf Engler. Acridocarpus glaucescens ingår i släktet Acridocarpus och familjen Malpighiaceae. Inga underarter finns listade i Catalogue of Life.